# Masolino da Panicale

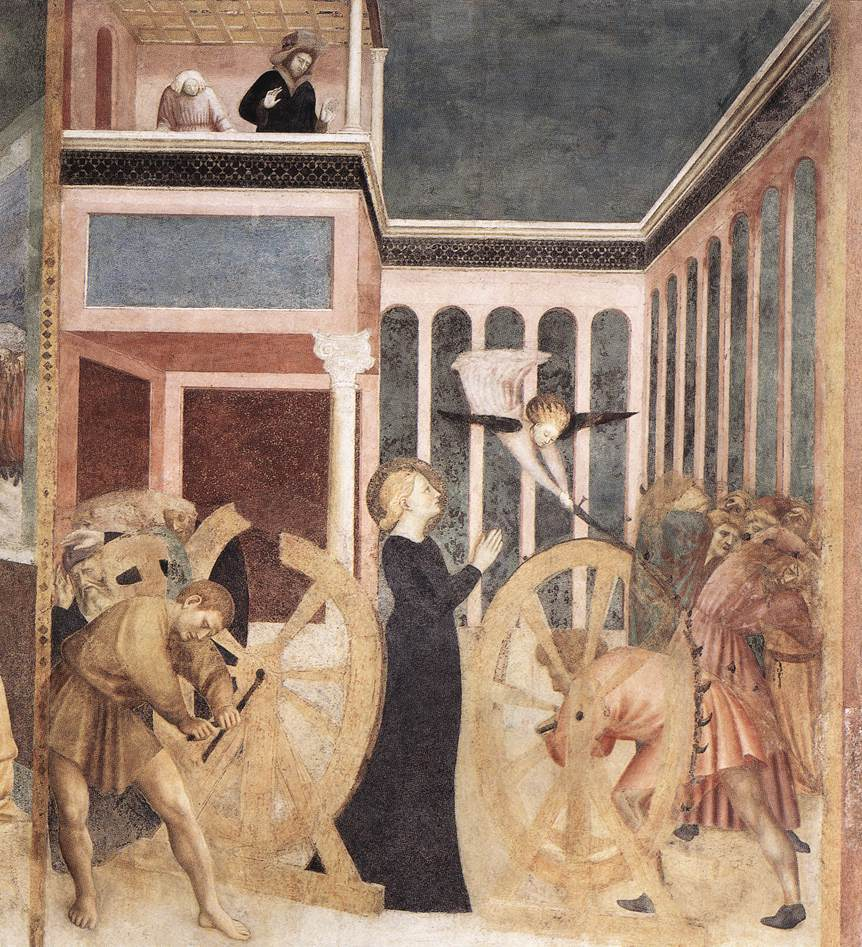
Martyre de sainte Catherine d'Alexandrie, fresque entre 1428 et 1430

Tommaso di Cristoforo Fini dit Masolino da Panicale (1383- vers 1447), est un peintre italien de la pré-Renaissance né à Panicale, dans l'actuelle province de Pérouse, en Ombrie, et mort à Florence. Ses œuvres les plus connues sont probablement celles issues de ses collaborations avec Masaccio : Sant'Anna Metterza (1424) et les fresques de la chapelle Brancacci (1424–1428) à Florence.

## Biographie

### Jeunesse
Les quarante premières années de la vie de Masolino restent mystérieuses ; le lieu même de sa naissance fait l'objet de discussions. Vasari identifie - pour certains historiens de manière approximative - son lieu de naissance comme Panicale en Valdelsa, un lieu qui n'existe pas et dont il n'y a aucune trace historique.
Selon certains historiens et chercheurs ombriens (GB Vermiglioli, Brami, A. Mariotti, C. Corsetti, G. Grifoni, C. Caprini, L. Lepri), Masolino est né à Panicale en Ombrie en 1383. Le contexte historique se caractérise alors par la domination de la famille Visconti, les seigneurs de Milan, et notamment celle de Gian Galeazzo (1351-1402) qui, au moment de la naissance du peintre, est à la tête de tout le nord de l'Italie, à l'exclusion de Florence et de Venise, et d'une grande partie de l'Italie centrale dont Pérouse. Le père de Masolino, Cristoforo Fini, identifié par Vasari comme « peintre », demeure longtemps aux côtés de son fils, s'occupant de toutes les démarches administratives (loyer, cadastre, rédaction des contrats, déclarations fiscales, enregistrement auprès de la Guilde de Arte dei Medici e Speziali entre autres). La qualité et la compétence avec lesquelles Cristoforo Fini a pris soin de Masolino, suggèrent qu'il exerçait un métier différent de celui du simple peintre décrit par Vasari. En suivant cette hypothèse et en considérant à quel point les critiques d'art moderne sont unanimes à reconnaître dans les traits picturaux de Masolino des traits caractéristiques du style lombard, on pourrait émettre l'hypothèse que Cristoforo Fini s'est retrouvé au service des Visconti et, veillant à leurs intérêts sur le territoire de Pérouse, pourrait avoir été « collecteur d'impôts » ou avoir exercé des fonctions telles que agent de recouvrement ou maître de poste.
À partir de 1303 et pendant une bonne partie du XIVe siècle, la famille Fini est mentionnée dans le Volume TUSCIA, Livre des Dîmes des XIIIe et XIVe siècles, pour le diocèse de Chiusi et la paroisse de Pozzuolo ; de plus, selon la tradition, les Fini étaient propriétaires ou gérants de la Poste de Pozzuolo, qui à cette époque était très riche et convoitée, ainsi que de l'ancienne Poste de Panicarola, une autre localité à proximité immédiate de Panicale. Selon les recherches des historiens ombriens, il est possible que la famille Fini, au moment de la naissance de Masolino, ait séjourné dans le château de Panicale, un avant-poste militaire sécurisé, situé entre les bureaux de Poste de Pozzuolo (Ombrie) et Panicarola ; ces localités, aujourd'hui toutes en Ombrie, faisaient alors partie de la Toscane, et demeurèrent géographiquement et politiquement liées au territoire du Val di Chiana et du diocèse de Chiusi jusqu'en 1601.
On peut supposer que le séjour des Fini à Panicale est dû à une affectation temporaire, et que les événements politiques liés à la chute du régime Visconti à Pérouse, conduisirent la famille Fini à déménager ailleurs, alors que Masolino était encore très jeune.
Panicale est à cette époque un château fortifié de grande importance du fait de sa position stratégique entre le territoire de Chiusi et celui de Pérouse, contrôlé par les milices du condottiere Boldrino da Panicale, qui entretient d'excellentes relations avec le chef militaire Biordo Michelotti que les Visconti ont installé à la seigneurie de Pérouse. Boldrino est assassiné à Macerata en 1391 par le gouverneur pontifical des Marches, Andrea Tomacelli, qui l'avait utilisé pour rétablir l'ordre dans l'État papal et qui était inquiet de la défection possible du chef de Panicale au profit des Visconti, comme cela s'était déjà produit pendant le siège d'Ancône).
Sur la base de cette hypothèse, il est possible de penser que le « Panicale toscan », berceau de Masolino, pourrait être un « Panicale ombrien », qui est aujourd'hui rattaché à la région du lac Trasimène, dans la province de Pérouse.
Par ailleurs, les archives municipales de Panicale ont été perdues à la suite d'un incendie (un cas fréquent à l'époque) ; le registre des naissances subsistant ne commence qu'en 1576. À l'intérieur de la collégiale San Michele Arcangelo de Panicale, près de l'abside, on peut admirer une fresque représentant l'Annonciation de la Vierge attribuée à Masolino da Panicale.

### Débuts

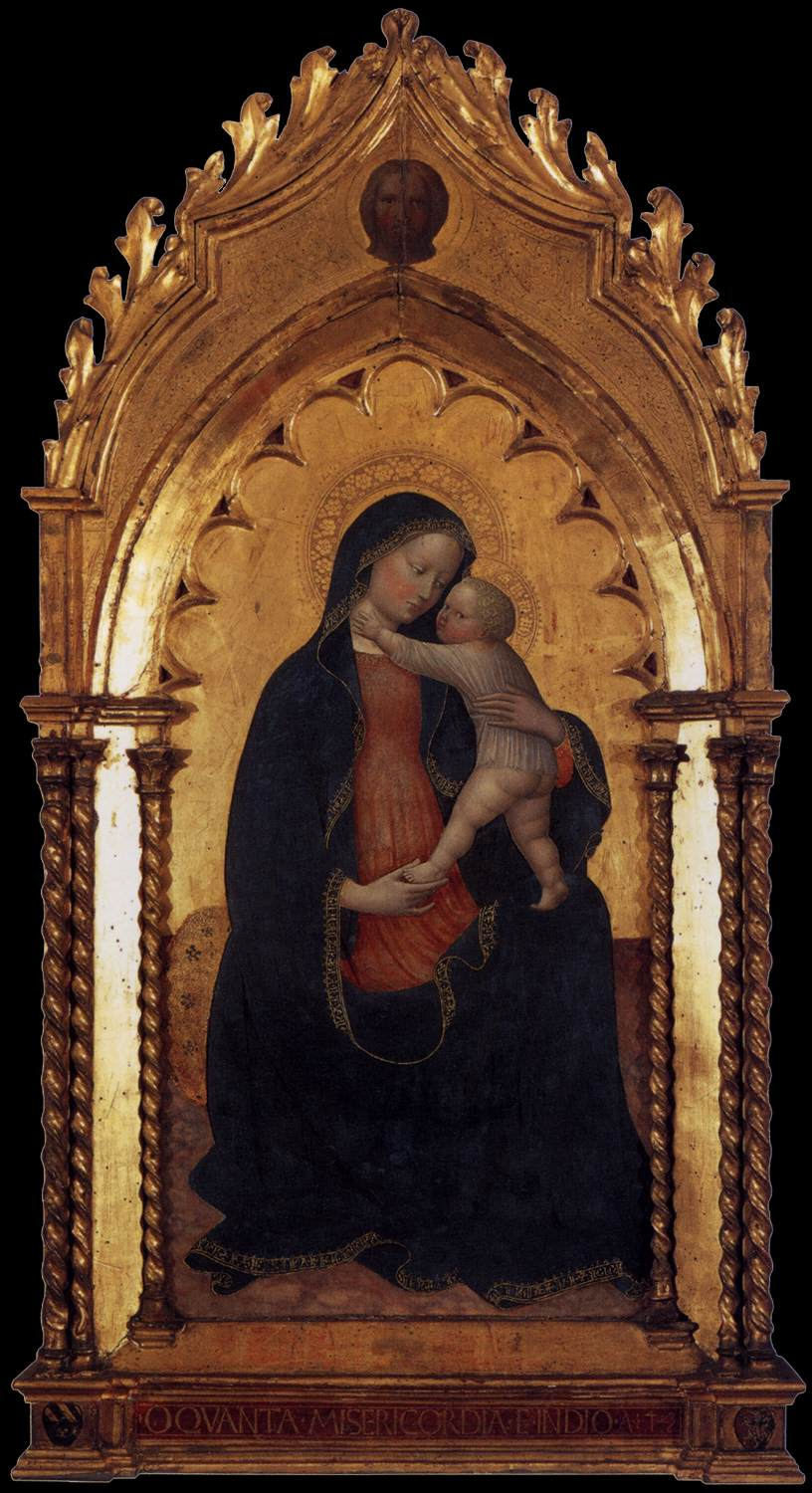
Masolino, Madone de Brême, Brême.

En ce qui concerne sa formation, un apprentissage dans l'atelier de Gherardo Starnina et une fréquentation ultérieure de celui de Lorenzo Ghiberti au début du XVe siècle sont possibles : il a probablement été un des assistants de Ghiberti à Florence entre 1403 et 1407. La première information certaine à son sujet remonte à 1422, année où, s'installant à Florence, il loue une maison.
L'année suivante, en janvier 1423, il s'inscrit à la Guilde de Arte dei Medici e Speziali (médecins et apothicaires) qui sert également de guilde des peintres. Masaccio l'a rejoint un an plus tôt, en 1422.
La Vierge à l'Enfant ou Madonne Boni-Carnesecchi date de cette époque, probablement pour célébrer un mariage entre les deux familles : à la base se trouvent leurs armoiries et la date de 1423. Elle est aujourd'hui conservée à Brême, d'où sa désignation comme Madone de Brême. L'œuvre est encore très liée aux schémas du gothique tardif, mais il y a une recherche d'un geste plus naturel, tiré du quotidien, comme la pose ludique de l'Enfant, et un intérêt pour un rendu volumétrique plus simple et plus solide, comme dans la figure monumentale de la Vierge ou dans les jambes de l'enfant.
Une autre Vierge de l'humilité, aujourd'hui aux Offices, est entièrement de style gothique. Des études récentes la date d'une période antérieure à 1423, avant tout contact avec Masaccio, et confirment l'adhésion précoce du peintre au style élégant et stylisé de Lorenzo Monaco.
Il est peut-être le premier artiste à exécuter des peintures à l'huile dans les années 1420, précédant Jan van Eyck dans les années 1430.

### Empoli

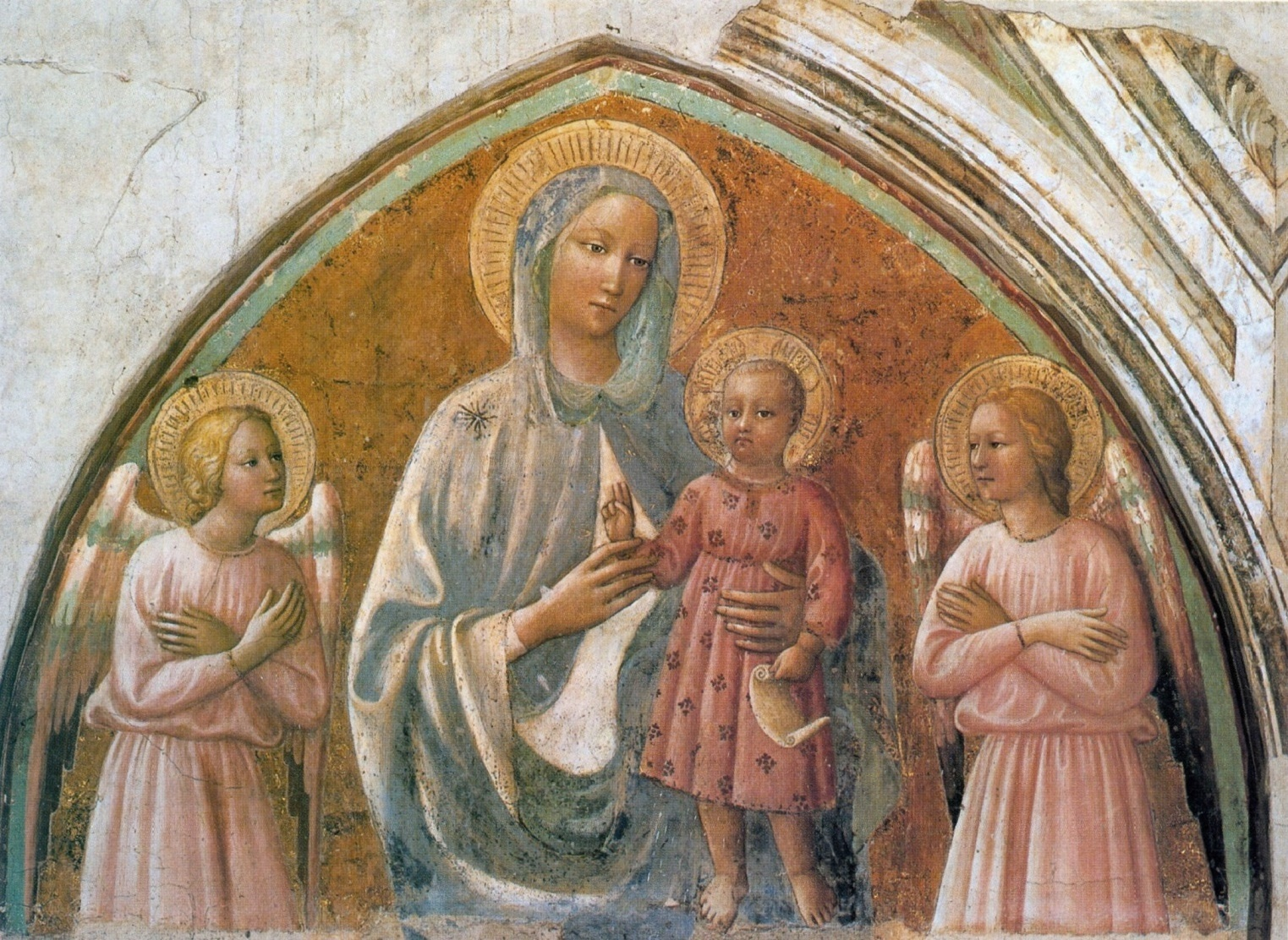
Madone et deux anges, 1424
fresques de San Stefano, Empoli

Le séjour de Masolino à Empoli en 1424 est documenté, où il n'est pas accompagné, à priori, de Masaccio. Il réalise un vaste cycle de fresques dans l'église Santo Stefano, dont il ne reste que quelques fragments (Sant'Ivo et les élèves et une Vierge à l'Enfant). Il peint une Piéta pour le baptistère de la Collégiale, aujourd'hui au Musée de la Collégiale Sant'Andrea. Cette œuvre se caractérise par la solidité physique marquée des personnages, en particulier le Christ torse nu qui sort d'un sarcophage classique créé dans une perspective centrale, avec le point de fuite au centre de la poitrine du Sauveur. Les gestes des personnes en deuil tentent également de dépasser les stéréotypes traditionnels, avec un rendu plus naturel des sentiments.
À cette époque, Masolino est probablement assisté de Francesco d'Antonio, un artiste mineur de l'entourage de Lorenzo Monaco, qui souvent mentionné avec Masolino de 1422 à 1424 dans des documents.

### Collaboration avec Masaccio

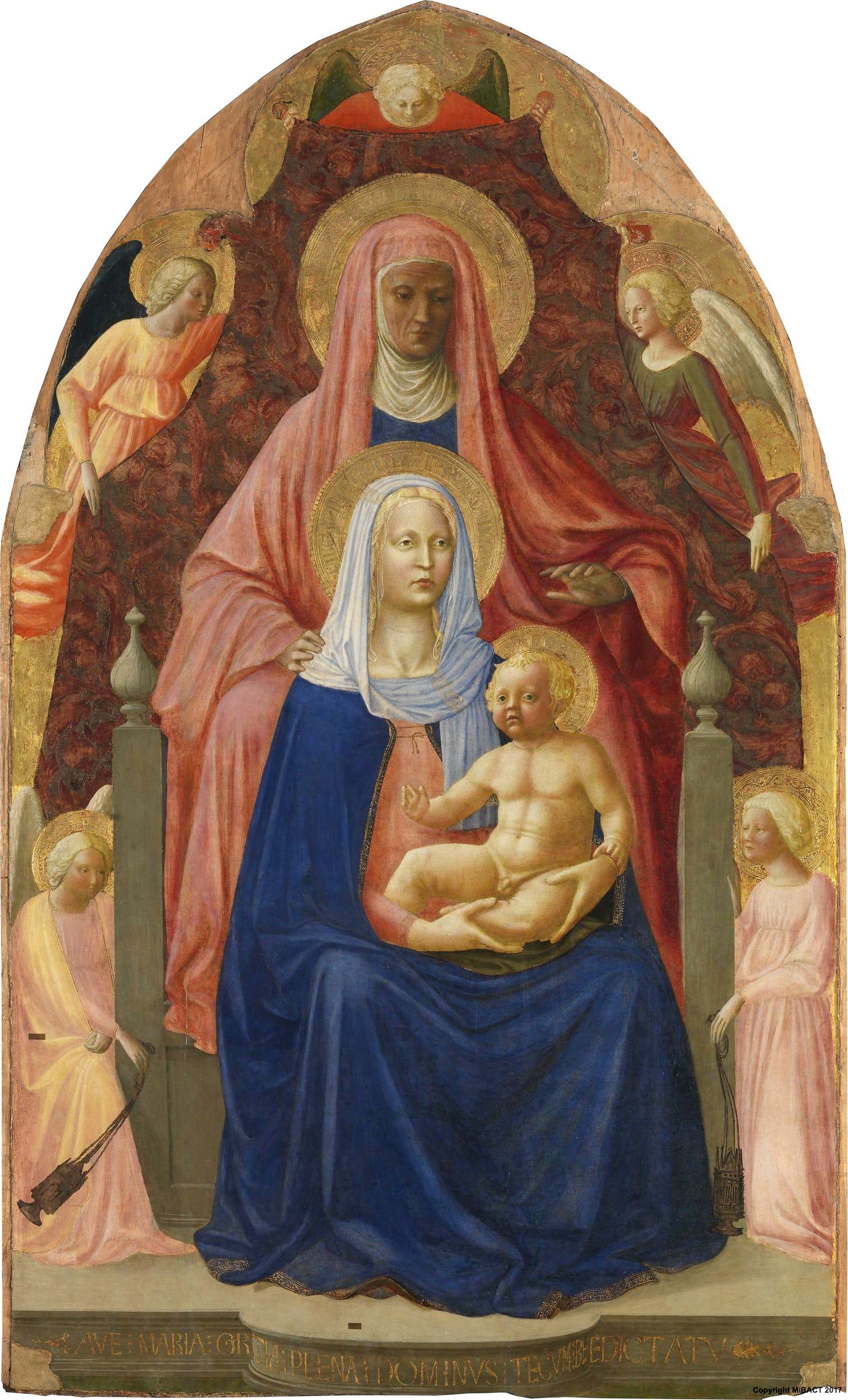
Masaccio et Masolino, Sant'Anna Metterza, Galerie des Offices, Florence.

Considéré comme l'un des meilleurs peintres présents à Florence au cours de ces années, Masolino continue à recevoir des commandes, apparemment sans interruption, et doit probablement recourir à des aides pour répondre aux demandes. C'est à cette époque qu'il commence sa collaboration avec Masaccio qui ne reçoit de commandes propres, selon nos connaissances actuelles, qu'en 1426.
Selon les études les plus récentes, sa collaboration avec Masaccio commence à Florence dans la chapelle de Paolo di Berto Carnesecchi à Santa Maria Maggiore. Masolino et Masaccio travaillent sur le Triptyque Carnesecchi, presque complètement perdu. Il est concevable que celui qui fit le lien entre les deux peintres soit Paolo Carnesecchi lui-même, riche marchand et homme politique influent : à plusieurs reprises, Paolo est consul de l'Arte dei Medici et Speziale auxquels Masaccio et Masolino appartiennent, et il est donc probable qu'il connaisse les deux. La Madone de Brême, datée de 1423, permet de savoir que Masolino a probablement déjà travaillé pour les Carnesecchi ; de plus, les capacités de Masaccio ne peuvent être inconnues de Paolo : Masaccio est l'auteur du triptyque de San Giovenale une œuvre exposée dans les environs de Cascia où la famille Carnesecchi possède d'importants biens depuis les premières années du XIVe siècle.
Masolino demande sans doute à son jeune collègue de continuer à travailler pour lui, probablement en raison de son départ imminent pour la Hongrie, où il se rend de septembre 1425 à juillet 1427, à la suite du condottiere florentin Pippo Spano : il veut certainement éviter d'encourir le paiement de pénalités. pour non-respect des délais de livraison des travaux préalablement convenus avec ses clients.
Les deux peintres peignent ensemble la Sant'Anna Metterza, maintenant aux Offices ; le point focal de ce tableau, selon les intentions de Masolino, aurait dû être la figure de Sant'Anna, mais l'intervention de Masaccio l'a déplacé vers la Vierge à l'Enfant, si solide et bien proportionnée qu'elle rompt l'unité formelle du tableau telle que définie dans les paramètres d'origine. Peut-être que le Retable Colonna remonte aussi aux années1423-1424, à la suite d'un premier voyage à Rome des deux artistes qui y suivent Martin V : Masolino est choisi par le pape, après le retour de la papauté à Rome en1420, pour peindre le retable de sa chapelle familiale des Colonna dans la basilique Sainte-Marie-Majeure.

### Chapelle Brancacci

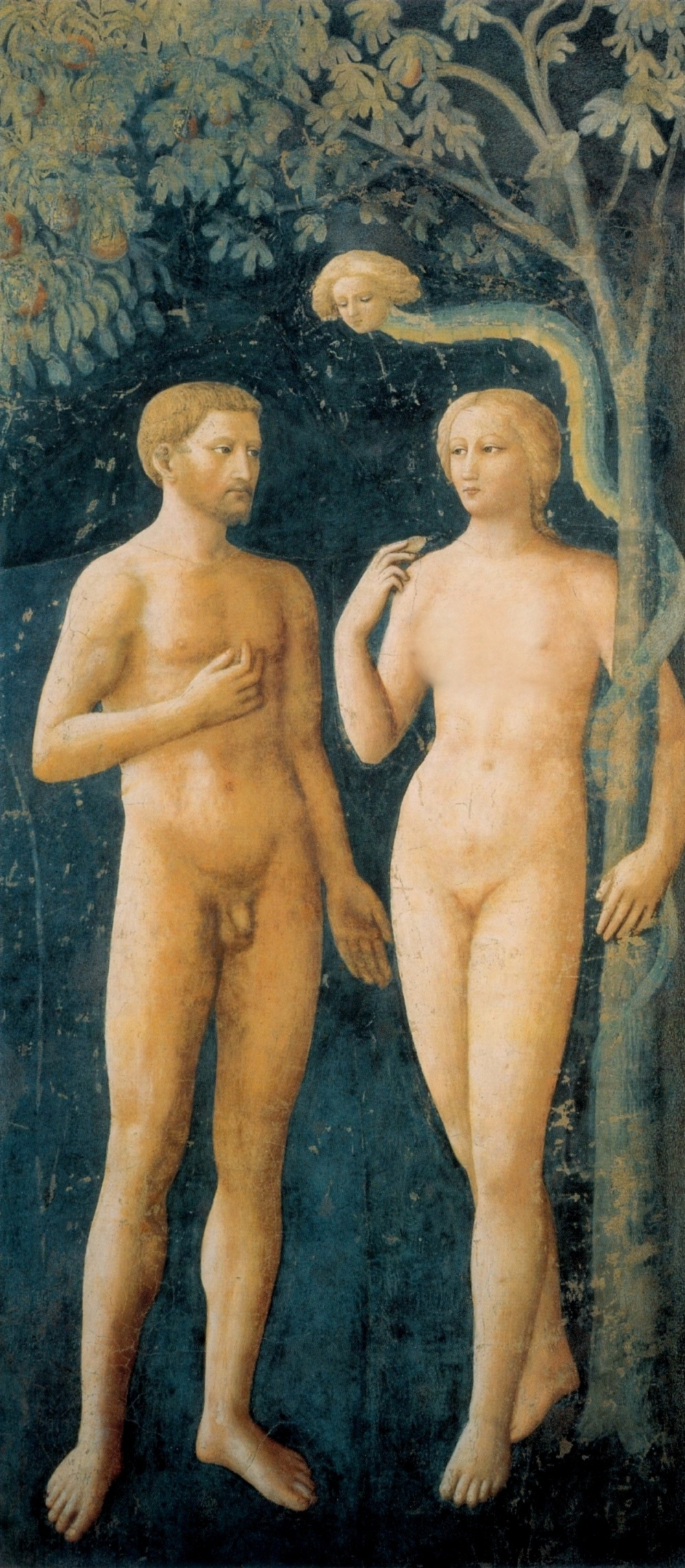
Masolino, Le Péché originel, chapelle Brancacci.

La décoration de la chapelle Brancacci (1424-1428) dans l'église Santa Maria del Carmine commence peu de temps avant le départ de Masolino. Les travaux de restauration effectués sur les fresques ont permis d'établir que les deux artistes se partageaient équitablement les scènes à peindre.
Sur le pilier droit de la chapelle, Masolino peint le Péché originel ; les figures allongées, mais d'une beauté abstraite, avec les corps d'Adam et Eve, franchement nus et sensuels, qui semblent suspendus dans le temps et l'espace, montrent clairement le fossé stylistique entre les deux peintres, le Adam et Ève chassés de l'Éden de Masaccio se trouve sur le pilier opposé.
Sur le mur gauche à côté de l'autel, figure le Sermon de saint Pierre ; la scène est structurellement liée à celle du Paiement du Tribut : le fond avec les montagnes apparaît presque comme une extension du paysage exécuté par Masaccio sur l'autre mur. Il est donc probable que les deux peintres se soient mis d'accord pour inverser les parties et donc, le reste de l'épisode est à attribuer entièrement à Masolino (la même ligne de continuité en arrière-plan ne se retrouve pas dans la scène du Baptême des Néophytes à droite de la fenêtre, réalisée par Masaccio). La fresque a donc été commencée par Masaccio et Masolino a inclus le groupe de personnages entourant saint Pierre ; les figures de la religieuse agenouillée et celles des carmélites debout sont d'une beauté extraordinaire même si elles apparaissent toutes très caractérisées psychologiquement.

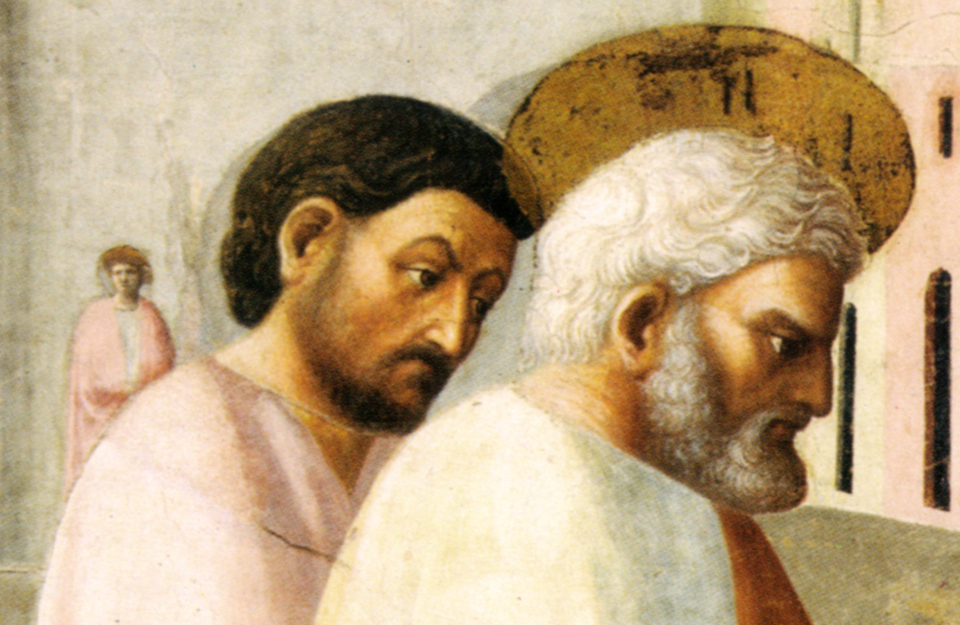
La résurrection de Tabitha
1427-28 : l’apôtre Pierre

La scène la plus célèbre réalisée par Masolino est La Guérison de l'Infirme et la Résurrection de Tabita, située sur le mur en haut à droite sur le côté diamétralement opposé à celui du Tribut. Deux faits distincts sont représentés au même endroit, reliés entre eux par les deux personnages élégamment vêtus au centre. Le décor de la ville, avec les bâtiments et les personnages en arrière-plan (comme la mère qui traîne l'enfant qui pique une colère) place l'épisode sacré dans ce qui aurait pu être une place florentine de l'époque, dans la réalité quotidienne. On a longtemps cru que cet aperçu architectural avait été peint par Masaccio, précisément pour donner une plus grande unité formelle au système architectural, mais la restauration a au contraire exclu définitivement son intervention, attribuant la scène entière à Masolino ; les bâtiments au premier plan sont représentés selon les règles de la perspective modernes (à tel point que, sur le mur, il y a encore le clou fixé pour marquer les lignes de fuite au moyen de cordes) et comme Le Tribut est juste du côté opposé, on peut même penser que la mise en image des deux épisodes a été conçue conjointement par les deux artistes.
Après le départ de Masolino pour la Hongrie en septembre 1425, Masaccio reste seul pour travailler dans la chapelle Brancacci et le cycle ne fut jamais achevé ; en fait, dès le début de 1426, il signe un nouveau contrat avec l'église Sainte-Marie-du-Carmel de Pise pour l'exécution d'un polyptyque dont le paiement est enregistré le 26 décembre de la même année.
Les fresques de la chapelle Brancacci dans l'église Santa Maria del Carmine, avec ses scènes de la vie de saint Pierre et de la Genèse, sont admirées par les artistes tout au long du XVe siècle. Masolino les continuera seul après la mort de Masaccio, jusqu'en 1432, puis Filippino Lippi finira le cycle entre 1480 et 1485.

### Voyage en Hongrie
En septembre 1425, Masolino part donc pour la Hongrie, où résident déjà plusieurs Florentins dont la présence est facilitée par Pippo Spano qui est devenu le chef militaire favori du roi. L'activité de Masolino en Hongrie est pratiquement inconnue. Il reste à Székesfehérvár ou Buda pendant trois ans, où il est peintre pour Pippo Spano, sans doute à la cour.

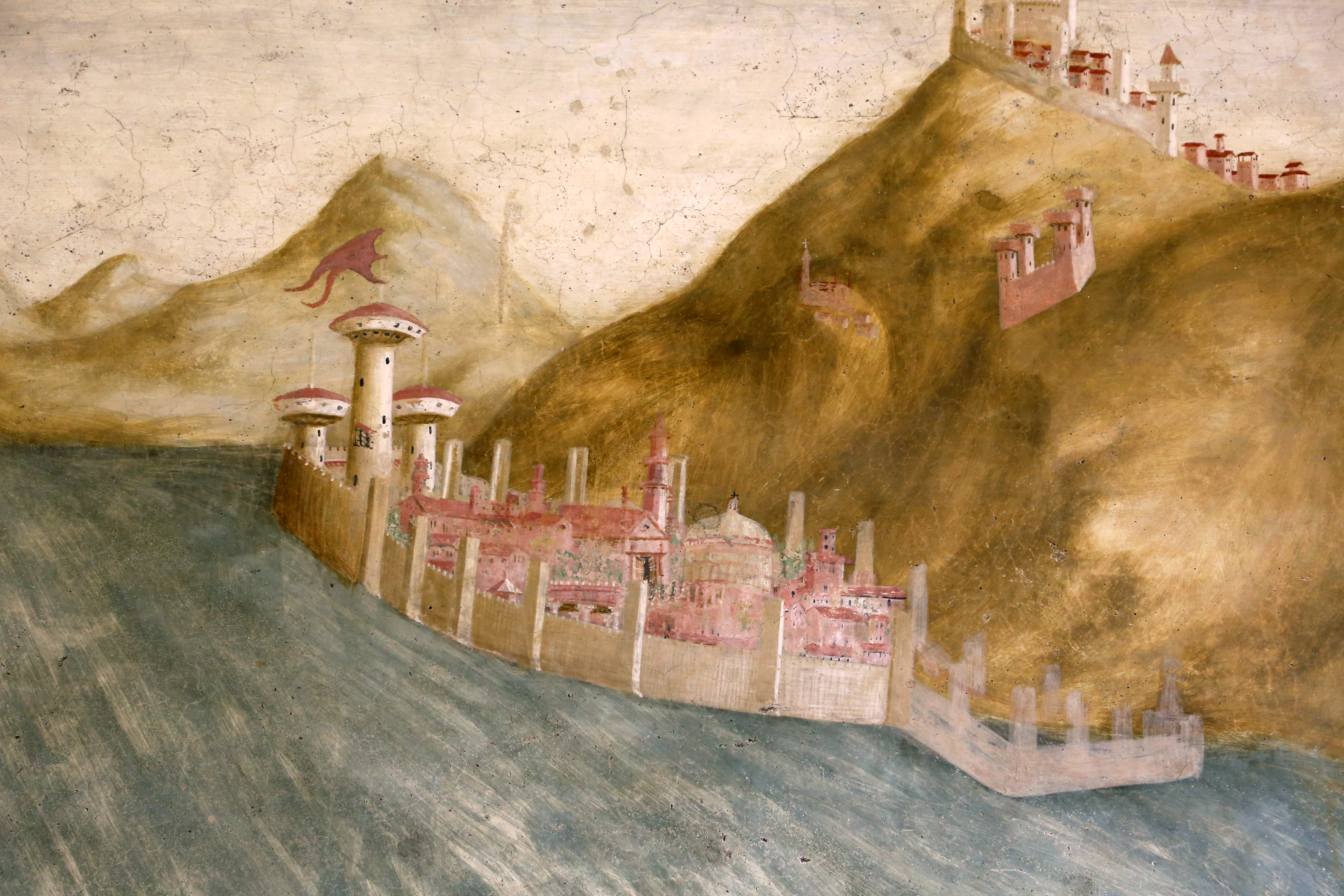
Masolino, Paysage hongrois, v. 1435.

### Rome

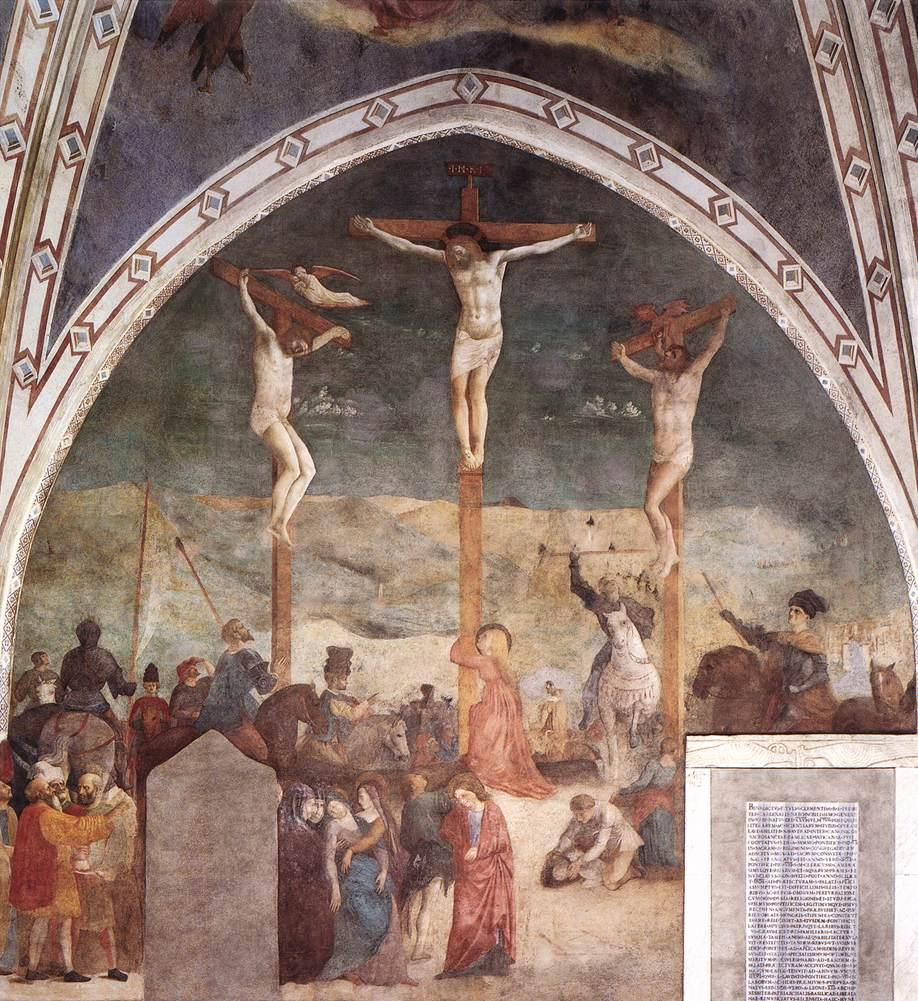
Masolino, Crucifixion, Basilique Saint-Clément-du-Latran.

Il retourne probablement en Italie en 1427 et, en 1428, il est à Rome afin de réaliser, à la demande du cardinal Branda Castiglioni, les fresques de la chapelle Sainte-Catherine-d'Alexandrie dans la basilique Saint-Clément-du-Latran. L'œuvre est attribuée généralement qu'à Masolino, même si on a récemment émis l'hypothèse d'une intervention de Masaccio dans la sinopia de la Crucifixion pour les deux chevaliers à gauche. Compte tenu de l'état de l'œuvre, il apparaît très difficile pour le moment de se prononcer avec certitude.
Masolino reçoit commande du polyptyque de Santa Maria Maggiore ou Pala Colonna (1427-1428) ; il décide alors de rappeler Masaccio pour travailler avec lui sur cet ouvrage qu'il doit pourtant terminer seul en raison de la mort subite de son ami à l'été 1428, à à peine vingt-six ans. Le polyptyque a été démembré au cours des siècles suivants et certaines de ses pièces sont toujours manquantes aujourd'hui ; les six panneaux principaux qui le composaient au recto et au verso, sont conservés dans différents musées. Masaccio a eu le temps de peindre le seul panneau latéral gauche de la face avant du polyptyque, tout le reste est l'œuvre de Masolino.
Masolino peint encore un cycle de 300 personnages historiques célèbres dans le palais Orsini[pas clair] à Rome vers 1433-1434 et travaille également à Todi.

### Castiglione Olona

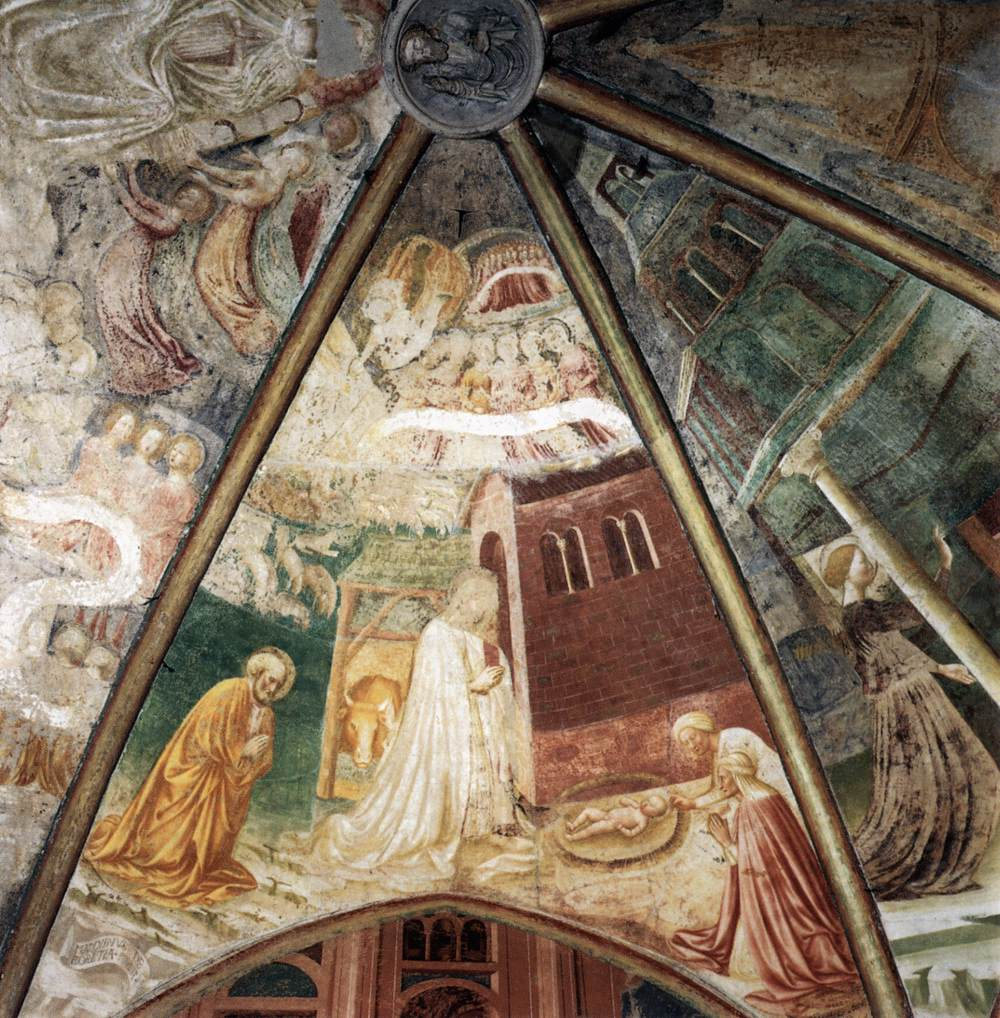
Masolino, Nativité, collégiale de Castiglione Olona, v. 1435.

Masolino survit à Masaccio plus d'une décennie ; après avoir achevé les fresques à Rome en 1435, il voyage beaucoup, diffusant la culture de la Renaissance avec un style médiatisé : à la fragmentation du gothique international, à laquelle il est toujours resté fidèle, il ajoute une construction spatiale solide, souvent en recourant à de nouveaux schémas de perspective, ce qui rend les innovations plus compréhensibles et assimilables aux autres artistes. En ce sens, son rôle de médiateur et de diffuseur du style Renaissance est fondamental et comparable à celui de Lorenzo Ghiberti pour la sculpture et de Michelozzo pour l'architecture. Masolino ouvre la voie aux nouveautés notamment dans les régions étroitement liées à la culture gothique, comme Sienne ou le nord de l'Italie.
Il s'installe à Castiglione Olona, près de Varèse, à la demande du cardinal Branda, pour qui il décore le palais (avec divers sujets dont un paysage de montagne, un des premiers exemples de vue autonome), le baptistère (Histoires du Baptiste) et la collégiale (Histoires de la Vierge). Paolo Schiavo et Vecchietta font partie de ses collaborateurs sur le chantier de la collégiale. La restauration des voûtes réalisées à fresque par Masolino est achevée par le docteur Pinin Brambilla en 2003.
Le cycle de saint Jean-Baptiste est le plus connu et le plus étudié ; Masolino reproduit le schéma de l'agencement des scènes de la chapelle Brancacci, avec des scènes qui se déroulent dans un paysage continu et unifié, ouvert dans un cadre architectural illusionniste. Dans des scènes comme le Festin d'Hérode, la spatialité de la perspective est mise en valeur avec un très long aperçu qui apparaît presque comme un manifeste de son originalité par rapport à l'école locale. Les fresques sont également décorées de détails en relief grâce à l'application de boulettes et de dorure, aujourd'hui souvent perdues.

## Postérité

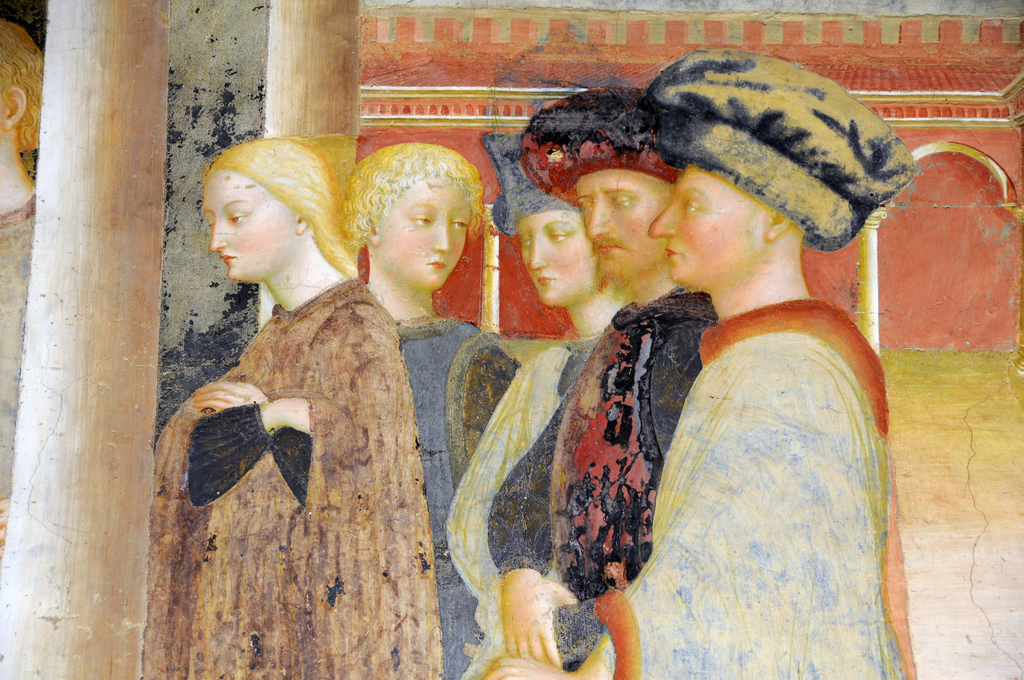
Baptistère (Castiglione Olona).

Aucune des sources anciennes, pas même le prudent Vasari, n'indique la durée et l'importance de la collaboration entre Masolino et Masaccio. Le maître de Panicale subi le poids écrasant de son illustre collègue, étant simplement considéré comme l'« autre peintre » qui a travaillé sur la chapelle Brancacci. Déjà dans la deuxième édition des Vies en 1568, Vasari attribue les meilleures œuvres de Masolino à Masaccio, et cette vision « pan-masaccesque » dura jusqu'au XXe siècle. En 1746-1748, personne ne s'oppose à la destruction des fresques exécutées par Masolino au plafond et sur les lunettes de la chapelle Brancacci pour construire la voûte actuelle avec les fresques médiocres de Vincenzo Meucci. Ce n'est qu'avec les études de Roberto Longhi en 1940 (Fatti di Masolino e Masaccio) qu'une distinction systématique est faite entre les œuvres et les contributions des deux artistes. Si désormais les différentes mains sont clairement distinguées, y compris dans les œuvres communes, certains points de la biographie de Masolino restent obscurs, comme ses déplacements antérieurs à 1423 ou ses relations, si elles existent, avec Donatello et Brunelleschi.
Peu à peu, l'œuvre de Masolino a été réévaluée avec la prise en compte de la qualité de sa peinture. Les hésitations qui subsistaient pour savoir s'il fallait rattacher Masolino à la Renaissance ou au gothique international, sont maintenant levées grâce aux études comme celles de Miklós Boskovits qui n'excluent plus la participation de Masolino aux nouveautés de la Renaissance florentine, et qui reconnaissent son travail de médiateur et diffuseur dans le nord de l'Italie.

## Œuvres
- Annonciation de la Vierge, collégiale de San Michele Arcangelo, Panicale (Ombrie), attribuée à Masolino.
- Madone de l'humilité, tempera sur bois, avant 1423, Galerie des Offices, Florence
- Madone de Brême, tempera sur bois, 1423, Kunsthalle, Brême.
- Triptyque Carnesecchi, tempera sur bois, vers 1423-1424, avec Masaccio
  - Vierge à l'enfant, anciennement dans l' église Santa Maria a Novoli, volée en 1923 et jamais retrouvée
  - San Giuliano, Musée diocésain de Santo Stefano al Ponte, Florence
  - Compartiment à prédelles avec des histoires de San Giuliano (peut-être sans rapport avec le polyptyque), Museo Ingres, Montauban
- Annonciation, tempera sur panneau, 1423-1424, National Gallery of Art, Washington DC
- Retable Colonna, technique mixte sur bois, 1423 ou vers 1428
  - Fondation de Sainte-Marie-Majeure, Musée Capodimonte, Naples
  - Assomption de la Vierge (144 × 76 cm), Musée Capodimonte, Naples
  - Saints Grégoire le Grand et Matthias (126,3 × 59,1 cm), National Gallery, Londres
  - Saints Jérôme et Jean-Baptiste (114 × 55 cm), Masaccio, National Gallery, Londres
  - Saints Jean l'Évangéliste et Martin (114,3 × 54,3 cm), Philadelphia Museum of Art, Philadelphie
  - Saints Paul et Peter,Philadelphia Museum of Art, Philadelphie
  - Prédelle : le transit de la Vierge et la Crucifixion, tous deux à la pinacothèque vaticane
- Piéta, fresque détachée, 1424, Musée de la collégiale Sant'Andrea, Empoli
- Sant'Ivo et les élèves, fresque, 1424, église Santo Stefano, Empoli
- Vierge à l'enfant, fresque, 1424, église Santo Stefano, Empoli
- Madone et deux anges, fresque, 1424, église de San Stefano, Couvent des Augustins, Empoli
- Pietà, 1424, Musée Diocésain, Empoli
- Sant'Anna Metterza, avec Masaccio, tempera sur bois, 1424-1425, Galerie des Offices, Florence
- Chapelle Brancacci, Florence, cycle de fresques en collaboration avec Masaccio, 1424
  - Appel des Saints Pierre et André, perdu
  - Navicella degli Apostoli, perdu
  - Pasce oves Meas, seule la sinopie préservée
  - Caveau avec une représentation des évangélistes, perdu
  - Tentation d'Adam et Eve
  - Paiement du Tribut, Masaccio, la tête du Christ semble être de Masolino
  - Sermon de saint Pierre
  - Guérison de l'infirme et résurrection de Tabita
  - Têtes
- Histoires de Sainte Catherine d'Alexandrie, fresques, 1428, basilique Saint-Clément, Chapelle de Sainte Catherine, Rome
- Fresques de la Chapelle du Sacrement, Basilique Saint-Clément, Rome (1428)
  - Crucifixion, Saint-Clément.
  - Les Évangélistes et les Docteurs, voûte
- Archange Gabriel, tempera sur bois, vers 1430, National Gallery of Art, Washington DC ;
- Madonna a annoncé, tempera sur bois, vers 1430, National Gallery of Art, Washington DC ;
- Vierge à l'enfant et aux deux anges, fresque, 1432, église San Fortunato, Todi ;
- Madone de l'humilité, tempera sur bois, Alte Pinakothek, Munich
- Paysage hongrois, fresques, vers 1435, Palazzo Branda Castiglioni, Castiglione Olona
- Histoires de la Vierge, fresques, vers 1435, Collégiale de Castiglione Olona
- Histoires du Baptiste, fresques, vers 1435, Baptistère de Castiglione Olona
- Crucifixion, peinture sur bois, 53,1 × 31,6 cm, Musées du Vatican.
- Sépulture de la Vierge, peinture sur bois, 19,7 × 48,4 cm, Musées du Vatican.
- Paesaggio ungherese (Paysage hongrois) au Palazzo Branda Castiglioni, Castiglione Olona (v.1435)
- Storie della Vergine (Vie de la Vierge) à la Collégiale de Castiglione Olona (1435)
- Storie del Battista (Histoire de saint Jean-Baptiste) du cycle de la Vie des saints (1435) au baptistère.de Castiglione Olona
- Dieu le Père Tondo 18 cm, Collection Particulière, Stuttgart

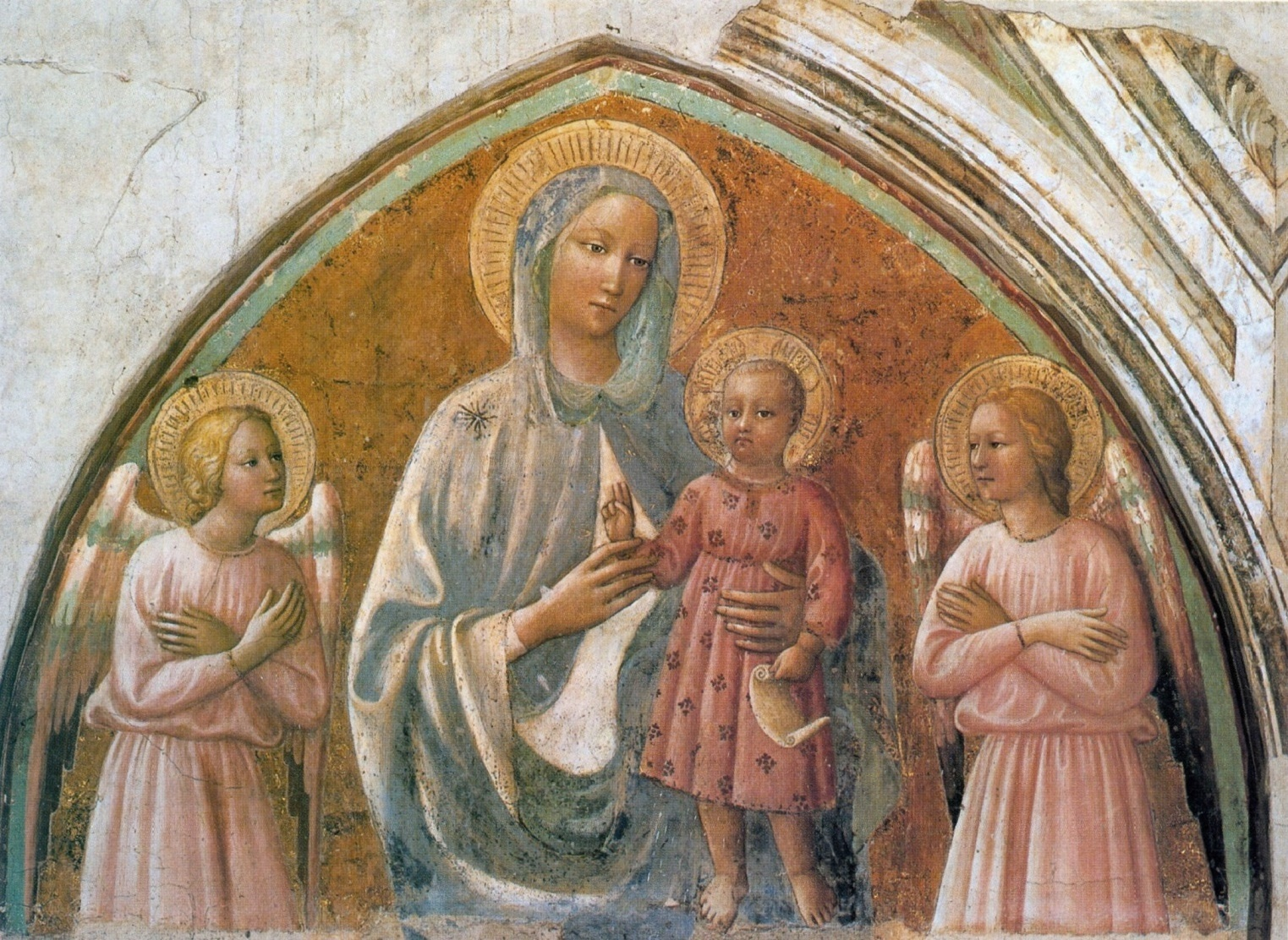
Madone et deux anges, Empoli.
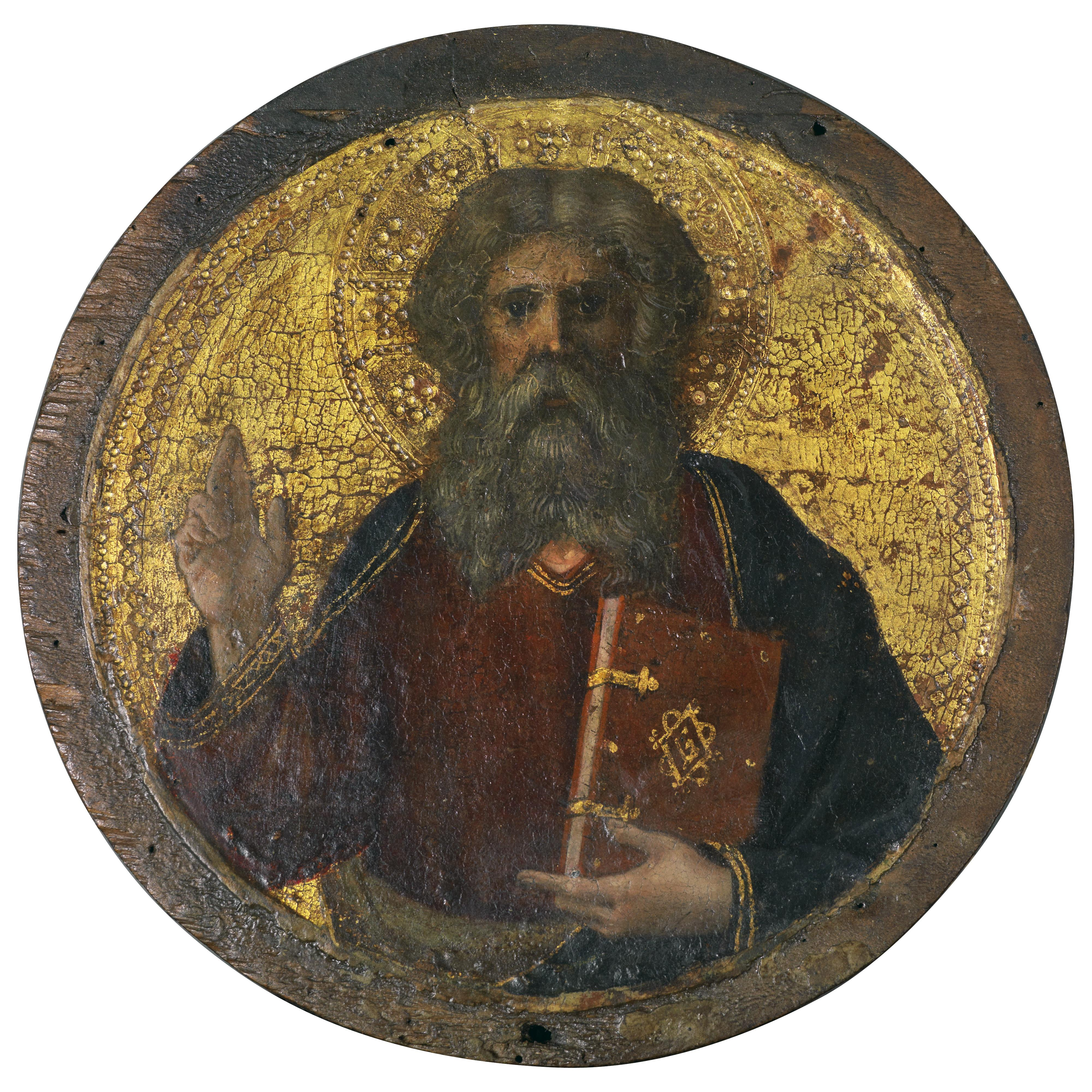
Dieu le Père.
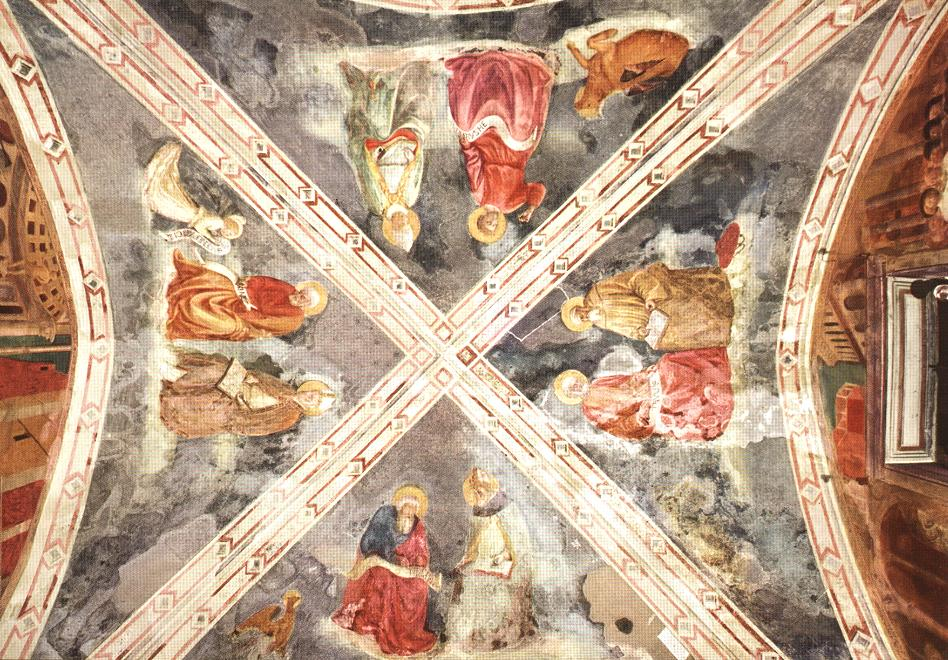
Voûte, Saint-Clément.
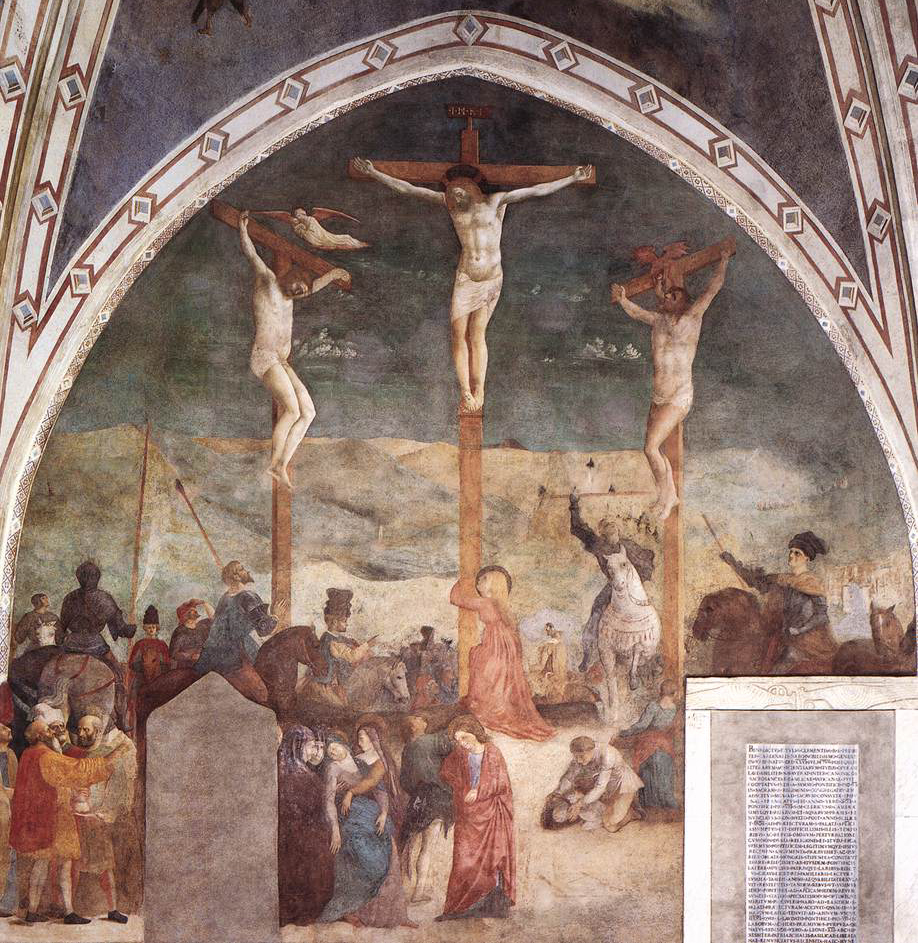
Crucifixion.
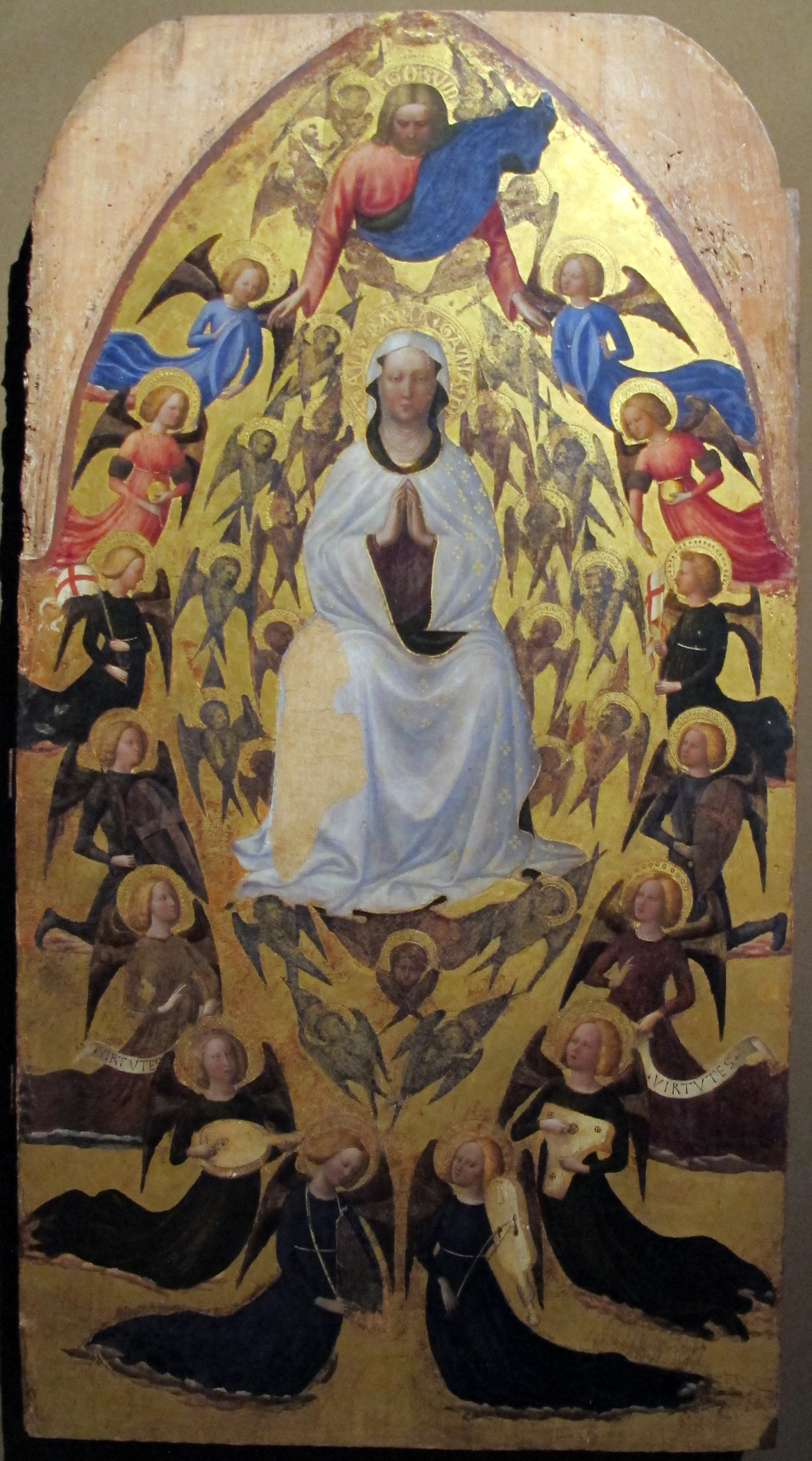
Assomption de la Vierge.
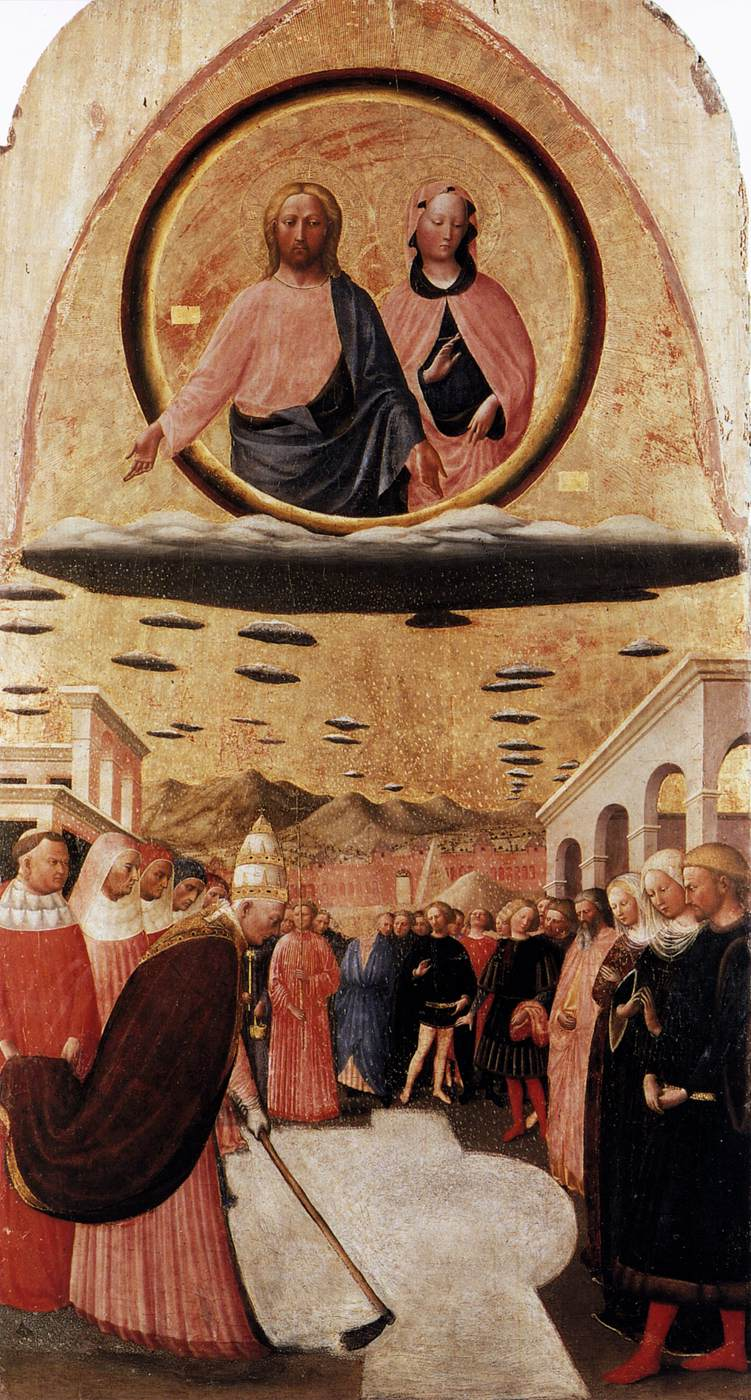
Fondation de Sainte-Marie-Majeure.

### Double triptyque de Santa Maria Maggiore à Rome

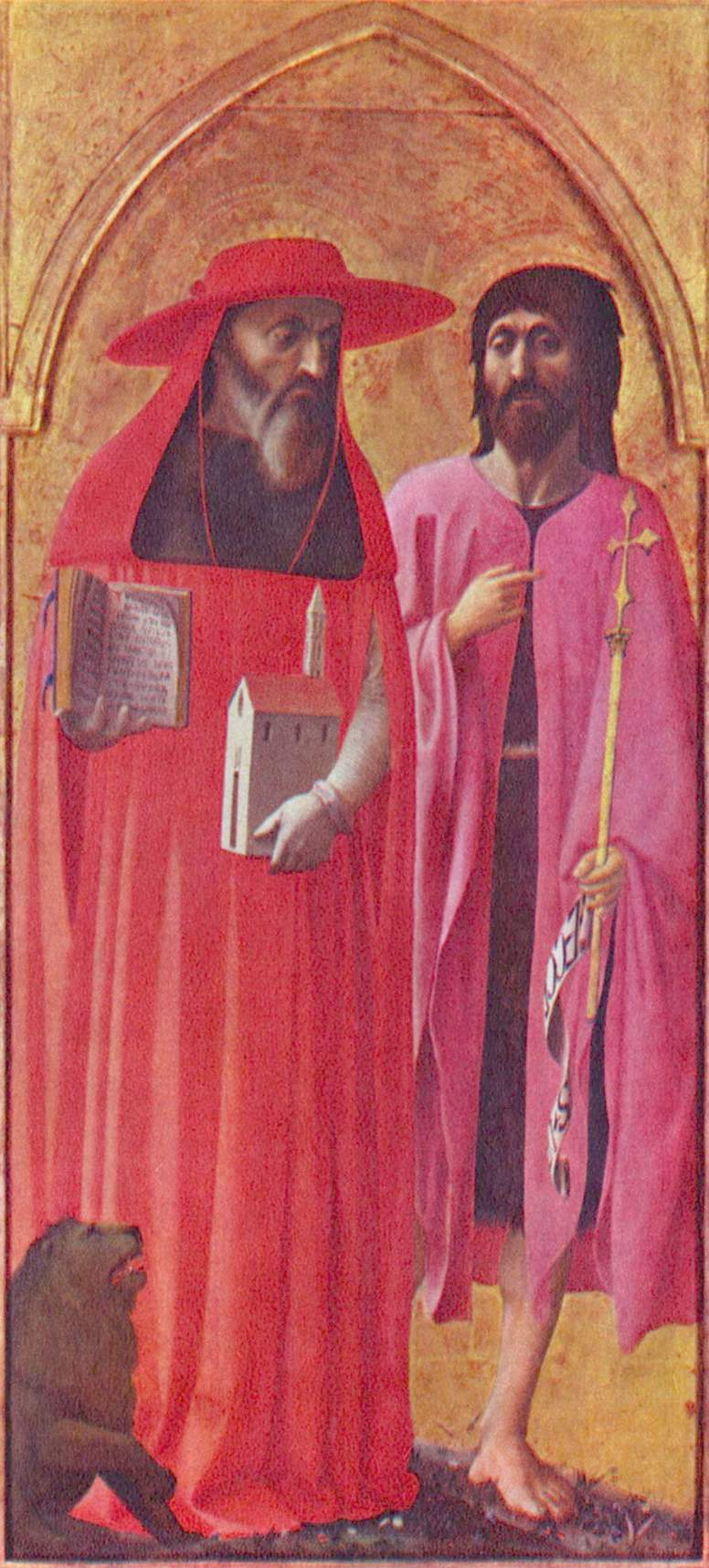
Saint Jérôme et Saint Jean-Baptiste
Triptyque de Santa Maria Maggiore (National Gallery).

Réalisé en 1428-1429. il en exécute certains des panneaux avec Masaccio jusqu'à la mort de ce dernier et le compléta après sa mort. Il est actuellement dispersé.
- Panneau central dédoublé au Musée Capodimonte de Naples :
  - L'Assomption de la Vierge
  - Le Miracle de la neige ou La Fondation de Basilique Sainte-Marie-Majeure
- Panneaux latéraux dédoublés :
  - Saint Libère et Saint Matthieu à la National Gallery de Londres[7]
  - Saint Jérome et Saint Jean-Baptiste (autre côté des saints Libère et Matthieu).
  - Saints Pierre et Paul et son double
  - Saint Jean l'évangéliste et Saint Martin, au Philadelphia Museum of Art[8]